# 1948年ロンドンオリンピックの韓国選手団
1948年ロンドンオリンピックの韓国選手団（1948ねんロンドンオリンピックのかんこくせんしゅだん）は、1948年7月29日から8月14日にかけてイギリスの首都ロンドンで開催された1948年ロンドンオリンピックの韓国選手団、およびその競技結果。

## 概要
韓国オリンピック委員会が「韓国代表」として選手団を派遣した最初の夏季オリンピックである（夏冬合わせた場合は、1月のサンモリッツオリンピックが早い）。
Korea（大韓民国）の国名と太極旗が使用されたが、ロンドンオリンピック時点の朝鮮半島はまだ連合軍による軍政下に置かれていた（大韓民国の政府樹立宣言＝正式な建国は1948年8月15日である）。韓国オリンピック委員会は米国占領下の南部朝鮮で活動する組織となっており、ソ連占領下の北部朝鮮からの代表は送られていなかった。この年の5月10日に南部地域のみで総選挙が行われて制憲議会が召集され、7月17日に最初の大韓民国憲法（制憲憲法）が制定、7月20日には国会議員による投票で李承晩が大統領に選出されるなど、南部朝鮮の独立を目指した動きが進む中で開催された大会であった。
選手団はこの大会において銅メダル2個、合計2個のメダルを獲得した。
ウエイトリフティング男子ミドル級で金晟集が銅メダルを獲得し、韓国にオリンピック初メダルをもたらした。

## メダル
| メダル | 選手名 | 競技                 | 種目         |
| ------ | ------ | -------------------- | ------------ |
| 銅     | 金晟集 | ウエイトリフティング | 男子ミドル級 |
| 銅     | 韓水安 | ボクシング           | 男子フライ級 |